# Tenis de mesa en los Juegos Parapanamericanos

Tenis de mesa

La prueba de tenis de mesa adaptado fue admitida en los Juegos Parapanamericanos desde la primera edición que se celebró en Ciudad de México en México en 1999.

## Medallero Histórico
Actualizado Lima 2019
| Núm. | País           | Oro | Plata | Bronce | Total |
| ---- | -------------- | --- | ----- | ------ | ----- |
| 1    | Brasil         | 60  | 46    | 42     | 148   |
| 2    | México         | 27  | 24    | 23     | 74    |
| 3    | Estados Unidos | 23  | 25    | 12     | 60    |
| 4    | Argentina      | 12  | 21    | 28     | 61    |
| 5    | Cuba           | 9   | 5     | 9      | 23    |
| 6    | Chile          | 6   | 4     | 13     | 23    |
| 7    | Canadá         | 2   | 7     | 7      | 16    |
| 8    | Venezuela      | 2   | 3     | 12     | 17    |
| 9    | Costa Rica     | 0   | 3     | 4      | 7     |
| 10   | Colombia       | 0   | 1     | 9      | 10    |
| 11   | Ecuador        | 0   | 0     | 2      | 2     |

- Datos: Q65164821